# Нова Домброва (Вольштинський повіт)
Нова Домброва (пол. Nowa Dąbrowa, нім. Neu Dombrowo) — село в Польщі, у гміні Вольштин Вольштинського повіту Великопольського воєводства.
Населення — 421 особа (2011).
У 1975-1998 роках село належало до Зеленоґурського воєводства.

## Демографія
Демографічна структура станом на 31 березня 2011 року:
|          | Загалом | Допрацездатний вік | Працездатний вік | Постпрацездатний вік |
| -------- | ------- | ------------------ | ---------------- | -------------------- |
| Чоловіки | 218     | 54                 | 145              | 19                   |
| Жінки    | 203     | 42                 | 128              | 33                   |
| Разом    | 421     | 96                 | 273              | 52                   |